# SN 2010ap
SN 2010ap – supernowa typu Ia odkryta 12 lutego 2010 roku w galaktyce A083612+4400. W momencie odkrycia miała maksymalną jasność 20,40m.